# Eben-Haëzerkerk (Apeldoorn)
De Eben-Haëzerkerk is een van de grootste kerken van Apeldoorn. Het kerkgebouw is geopend op 6 oktober 1995, en is gebouwd in opdracht van de in 1979 opgerichte wijkgemeente van bijzondere aard die is aangesloten bij de PKN. Ze maakt daarin deel uit van de modaliteit van de Gereformeerde Bond.
Het gebouw is een ontwerp van Valk architecten uit Soest.
Behalve de grote kerkzaal met ruimte voor 750 tot 800 personen heeft het gebouw verschillende zalen waar kerkelijke vergaderingen plaatsvinden en waar verenigingen bijeen komen. 

## Orgel
Aanvankelijk werd er tijdelijk een Heyligers-orgel aangeschaft om de diensten te voorzien van begeleiding. In 1997 was een nieuw orgel voor de kerk gereed. Dit Steendam-orgel telde op dat moment 19 stemmen en diverse reserveringen, en inmiddels zijn daar 7 stemmen aan toegevoegd. In volledig voltooide staat kan het orgel 31 stemmen tellen. Het instrument beschikt over pedaalwerk, hoofdwerk en zwelwerk.

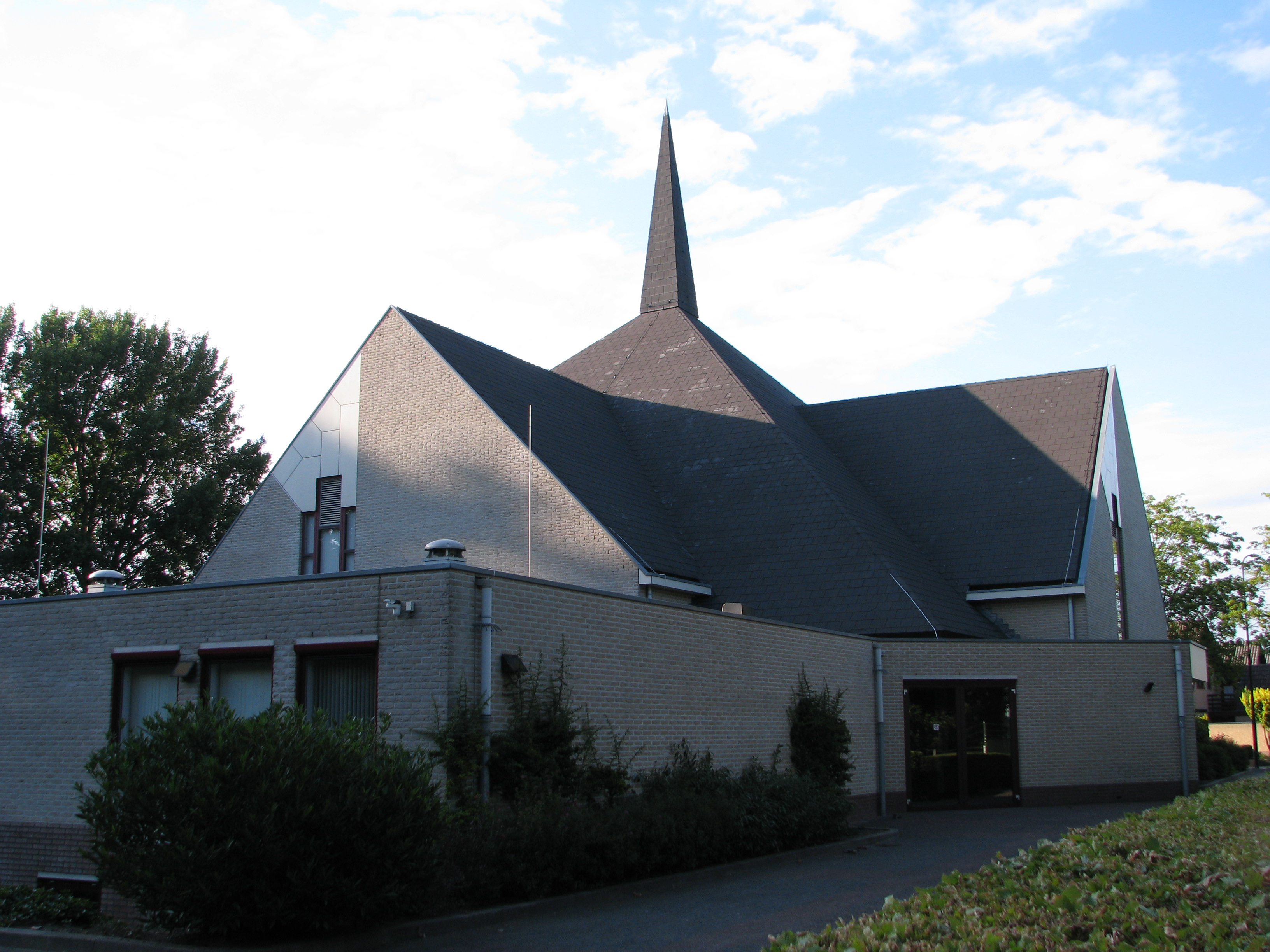
Achterzijde kerk
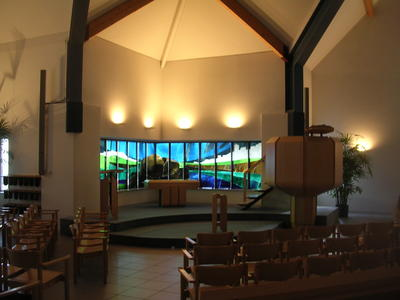
Liturgisch centrum kerkzaal